# Patchwork (Film)
Patchwork ist ein deutscher Fernsehfilm aus dem Jahr 2008 von Regisseurin Franziska Buch und der Drehbuchautorin Laila Stieler. Der Film wurde am 21. Mai 2008 in der ARD erstausgestrahlt.

## Rezeption
Rainer Tittelbach urteilte, der Film berühre, „obwohl die Heldin mitunter peinlich“ sei, und verfalle trotz „eines vermeintlichen Happy Ends […] nicht in romantische Schönfärberei“. Es gelinge Hauptdarstellerin Schmeide, „aus ihrer ‚kleinen Frau‘ mit all ihren Hoffnungen und Ängsten einen zutiefst liebenswerten Menschen zu machen, der seine Bedürfnisse offen zeigt“. Auch die anderen Darsteller würden „durch ihr beiläufig realistisches Spiel“ überzeugen.
Die Filmwebsite kino.de meinte, der Film lebe „vor allem von den vielen alltäglichen Szenen“, die mit „feiner Ironie inszeniert“ würden. Im Fazit heißt es: „Ein sehenswerter Ensemblefilm, der sich bei allem Realismus sogar eine gelegentliche Märchenhaftigkeit leisten kann.“
Der Filmdienst fand, es handele sich um einen „durchaus sympathische[n] (Fernseh-)Film über die Suche nach dem "ganz normalen" Glück in einer bunt zusammengewürfelten Familiensituation, der aber aufgrund phrasenhafter Dialoge, einer eher groben Charakterskizze und der letztlich zu oberflächlichen Entfaltung der Handlung dennoch nicht überzeugt.“

## Ehrungen
Fritz Karl erhielt 2009 eine Nominierung als Beliebtester Schauspieler bei der Verleihung des österreichischen Film- und Fernsehpreis Romy, konnte die Auszeichnung jedoch nicht gewinnen.